# Hunnia (mozgalom)
A Hunnia („az eredeti Magyarország”) nemzeti radikális társadalmi mozgalom. Célkitűzése a Kárpát-medencében élő magyar emberek összefogása és támogatása kulturális, gazdasági és politikai szinten is. Célja az „eredeti Magyarország” megteremtése és kiépítése a jelenlegi intézményi rendszer mellett, párhuzamosan, mintegy árnyékállamként működve. A mozgalmat Toroczkai László és Budaházy György indította 2007-ben. A Hunnia-ügy során a mozgalomban résztvevőket bűnszervezetben elkövetett terrorcselekmények elkövetésével vádolták meg 2010-ben. Az elkövetők a Magyarok Nyilai Felszabadító Hadsereg nevű fiktív szervezet nevében szervezetten követtek el bűncselekményeket, elsősorban az akkori kormány tagjai ellen.

## Története
A Hunnia létrehozásának ötlete Toroczkai Lászlóhoz köthető, s Budaházy Györggyel közösen, egy 2007. április 21-i, „A Kezdet napjára” keresztelt rendezvényen kiáltották ki.
2007 szeptemberében Budaházy György és Toroczkai László bejegyzési kérelmet fogalmazott meg a Pest Megyei Bírósághoz a Hunnia „egy eredeti Magyarország” Alapítvány létrehozására, hogy a mai magyar törvényeknek megfelelő környezetbe helyezzék elképzelésüket.
Az eljáró hatóságok a kérelmezők közelmúltbéli szerepléseire hivatkozva megtagadták a bejegyzést. Az alapítók fellebbeztek a döntés ellen, mivel szerintük politikai okokból utasították el a kérelmet, ami alkotmányellenes. A másodfokon eljáró Fővárosi Ítélőtábla – a fenti indokok miatt – megváltoztatta az elutasítás indoklását, s azzal az indokkal hagyta helyben az elutasító döntést, hogy egy alapítvány nem foglalkozhat környezetvédelemmel.
A mozgalom 2008-ban „Razzia” néven kampányt indított a korrupció ellen. Olyan bűncselekményeket próbáltak feltárni, majd a megismert dolgokat publikálni, melyekben az elkövetők vagy társtettesek többnyire állami alkalmazottak, és amely ügyek még nem (vagy sohasem) kerültek bíróság elé, vagy nem váltak közismertté. A „Razzia” program legnagyobb sikerének a sukorói kaszinóbotrány 2009-es kirobbantását tartják.

## Külső hivatkozások
- Hunnia.org, a szervezet weblapja
- Toroczkai László: Elkezdődött… Mit akarunk?, toroczkailaszlo.hu, 2007 április 22.
- Hunnia, a párhuzamos Magyarország - Toroczkai László előadása a Magyar szigeten, Szent Korona Rádió, 2007 (hangfelvétel)
- Budaházy György rádióműsora, vendég: Toroczkai László - Téma: Hunnia, Szent Korona Rádió, 2007. június 20.
- "Ütközni fog egymással a két Magyarország" - interjú Toroczkai Lászlóval, Hírszerző, 2006. október 29.